# Општина Драгуцешти (Горж)
Драгуцешти (рум. Drãguţeşti) општина је у Румунији у округу Горж.
Oпштина се налази на надморској висини од 176 m.